# اچ‌ام‌اس سوئیندون (۱۹۱۸)
اچ‌ام‌اس سوئیندون (۱۹۱۸) (به انگلیسی: HMS Swindon (1918)) یک کشتی بود که طول آن ۲۳۱ فوت (۷۰ متر) بود. این کشتی در سال ۱۹۱۸ ساخته شد.